# Siphonostomatoida
Siphonostomatoida is een orde van de eenoogkreeftjes. Copepoden uit deze orde zijn voornamelijk parasitair levende kreeftachtigen. 

## Parasitisme
Siphonostomatoïde copepoden leven als ecto- of endoparasiet op zee- en zoetwatervissen en op verschillende soorten ongewervelden. Het succes van de parasitaire levensstijl van deze orde wordt weerspiegeld in de diversiteit van de morfologische en biologische aanpassingen. Van de 1500 soorten van parasitaire copepoden bij vis behoren bijna 70% tot deze orde.. 

## Indeling
Er zijn 41 families:
- Familie Amaterasidae
- Familie Archidactylinidae
- Familie Artotrogidae
- Familie Asterocheridae
- Familie Brychiopontiidae
- Familie Caligidae
- Familie Calverocheridae
- Familie Cancerillidae
- Familie Cecropidae
- Familie Codobidae
- Familie Coralliomyzontidae
- Familie Dichelesthiidae
- Familie Dichelinidae
- Familie Dinopontiidae
- Familie Dirivultidae
- Familie Dissonidae
- Familie Ecbathyriontidae
- Familie Entomolepididae
- Familie Eudactylinidae
- Familie Hatschekiidae
- Familie Hyponeoidae
- Familie Kroyeriidae
- Familie Lernaeopodidae
- Familie Lernanthropidae
- Familie Megapontiidae
- Familie Micropontiidae
- Familie Nanaspididae
- Familie Nicothoidae
- Familie Pandaridae
- Familie Pennellidae
- Familie Pontoeciellidae
- Familie Pseudocycnidae
- Familie Pseudohatschekiidae
- Familie Rataniidae
- Familie Scottomyzontidae
- Familie Sphyriidae
- Familie Sponginticolidae
- Familie Spongiocnizontidae
- Familie Stellicomitidae
- Familie Tanypleuridae
- Familie Trebiidae